# Ga Cầu Giấy
Ga Cầu Giấy là một trong những nhà ga tàu điện của Tuyến số 3: Nhổn – Ga Hà Nội, nằm trên đường Cầu Giấy, phường Ngọc Khánh, quận Ba Đình, Hà Nội.

## Lịch sử
- 8 tháng 8 năm 2024: Vận hành đoạn trên cao Tuyến số 3: Nhổn – Ga Hà Nội đoạn từ Ga Nhổn ~ Ga Cầu Giấy[2]

## Cấu trúc

### Bố trí ga

#### Tuyến 3
| 2F Tầng ke ga                   | Ke ga bên, cửa sẽ mở ở bên phải                                      | Ke ga bên, cửa sẽ mở ở bên phải                                         |
| Ke ga 2                         | ← T3 Tuyến 3 đi Chùa Hà (Hướng đi Nhổn),hành khách xuống tại ga này. |                                                                         |
| Ke ga 1                         | Ke ga đóng cửa. T3 Tuyến 3 đi Kim Mã (Hướng đi Hà Nội) →             |                                                                         |
| Ke ga bên, cửa sẽ mở ở bên phải |                                                                      |                                                                         |
| 1F Tầng trung chuyển            | Tầng 1                                                               | Khu bán vé, khu thương mại, khu kỹ thuật, lối lên xuống và cổng soát vé |
| G                               | Mặt đất                                                              | Lối lên xuống                                                           |

## Xung quanh nhà ga
- Trường Đại học Giao thông Vận tải
- Công viên Thủ Lệ
- Đại sứ quán Liên Bang Nga tại Việt Nam
- Đền Voi Phục
- Viện Khoa học và Công nghệ Giao thông Vận tải
- Bệnh Viện Giao Thông Vận Tải
- Trường Tiểu học Quan Hoa
- Quận ủy Cầu Giấy
- Chi cục Thống kê quận Cầu Giấy
- Trung tâm tiêm chủng VNVC
- Hướng đi Đường La Thành
- Hướng đi Đường Kim Mã
- Hướng đi Phố Huỳnh Thúc Kháng

## Hình ảnh

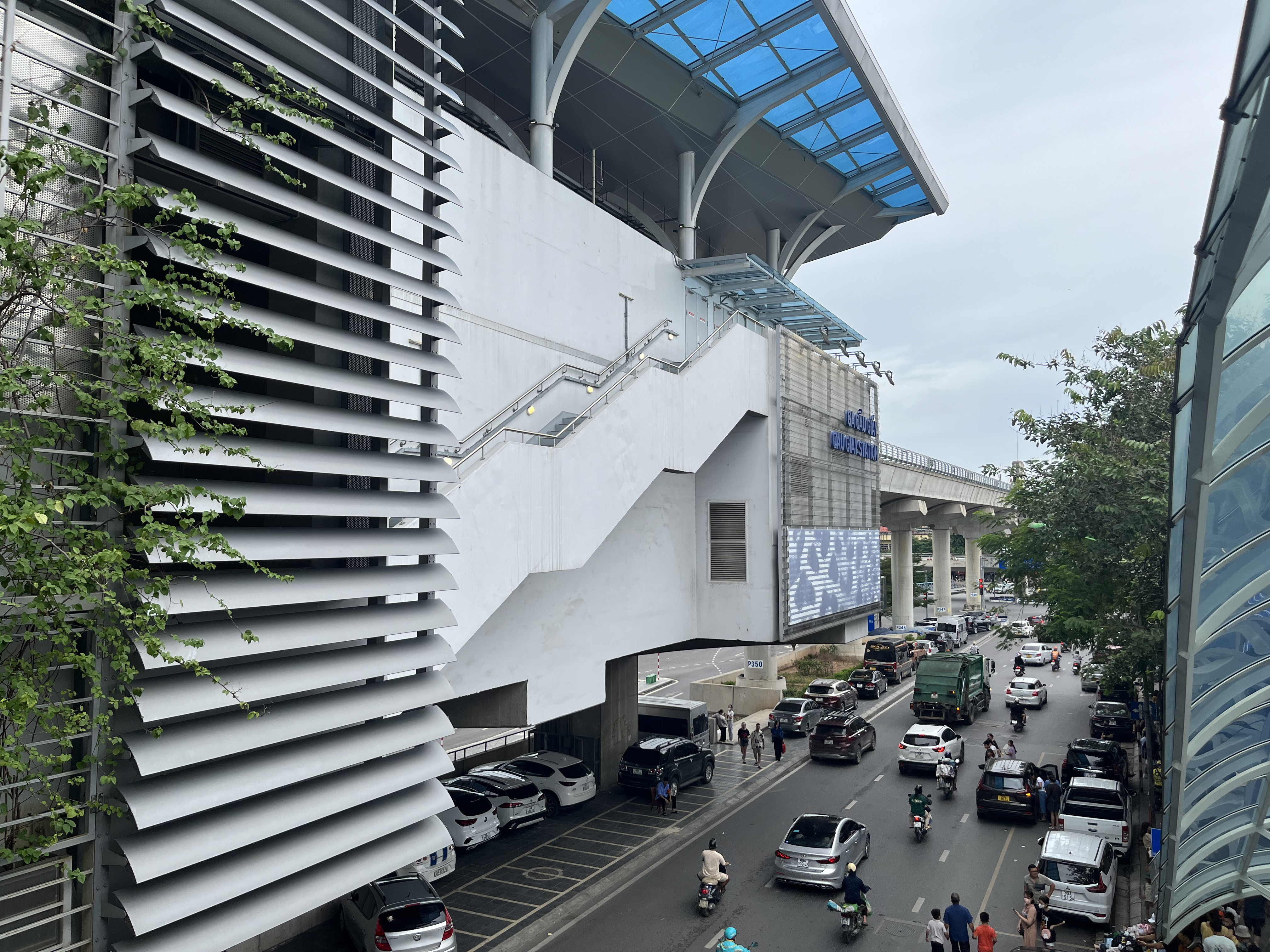
Phía tây Ga Cầu Giấy nhìn từ lối vào
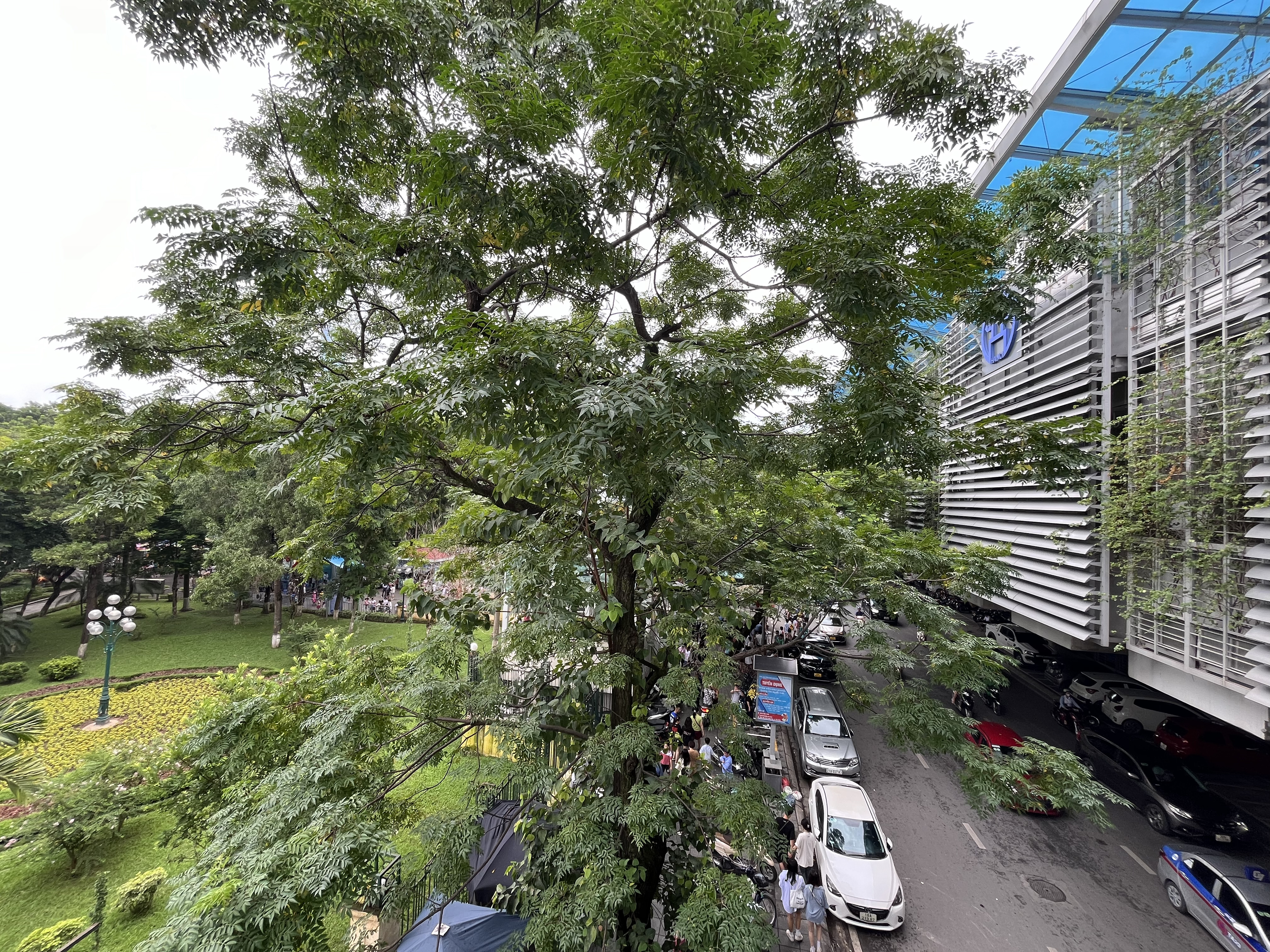
Phía đông Ga Cầu Giấy nhìn từ lối vào, cạnh Vườn thú Hà Nội
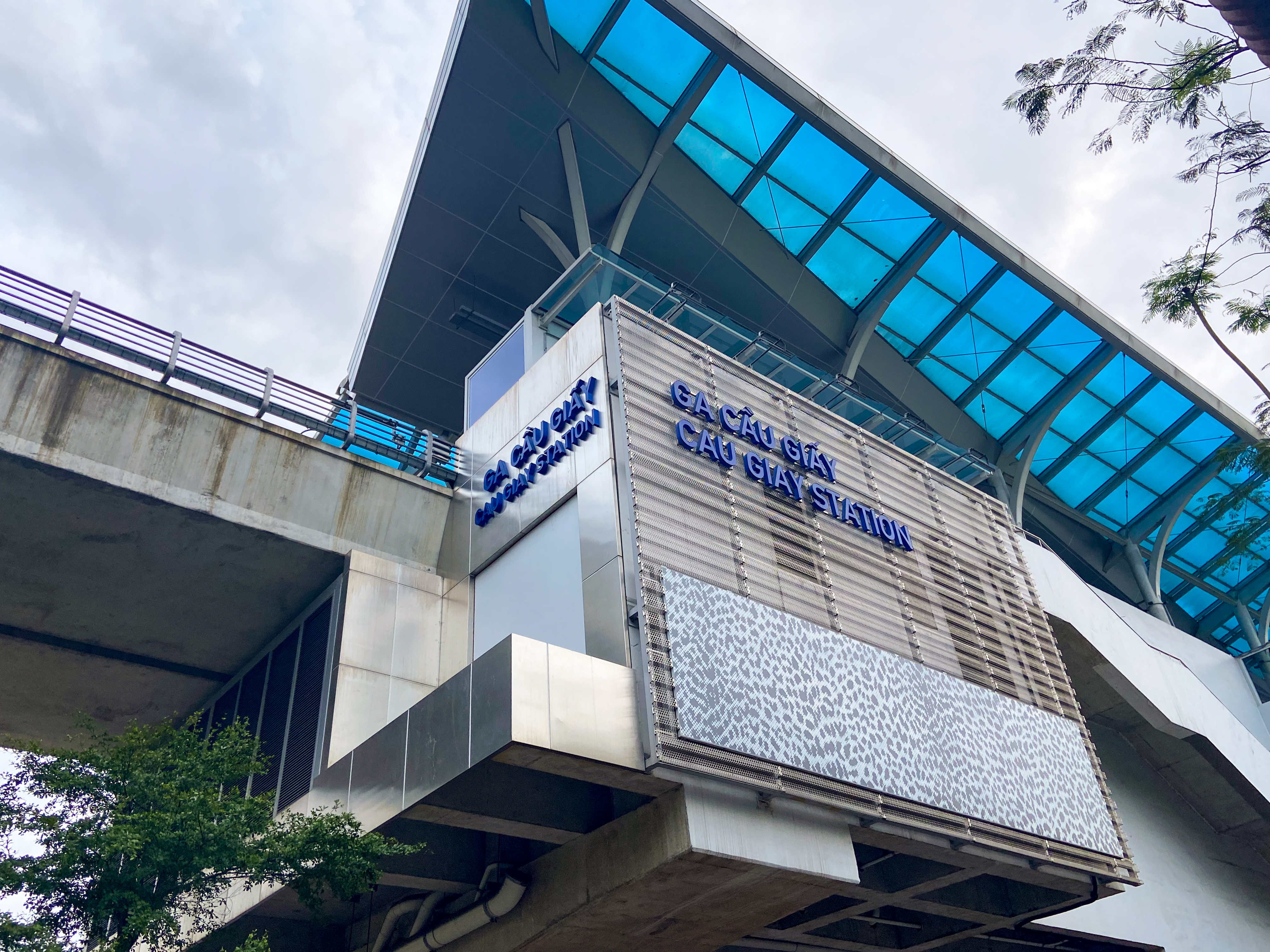
Ga Cầu Giấy nhìn dưới lên
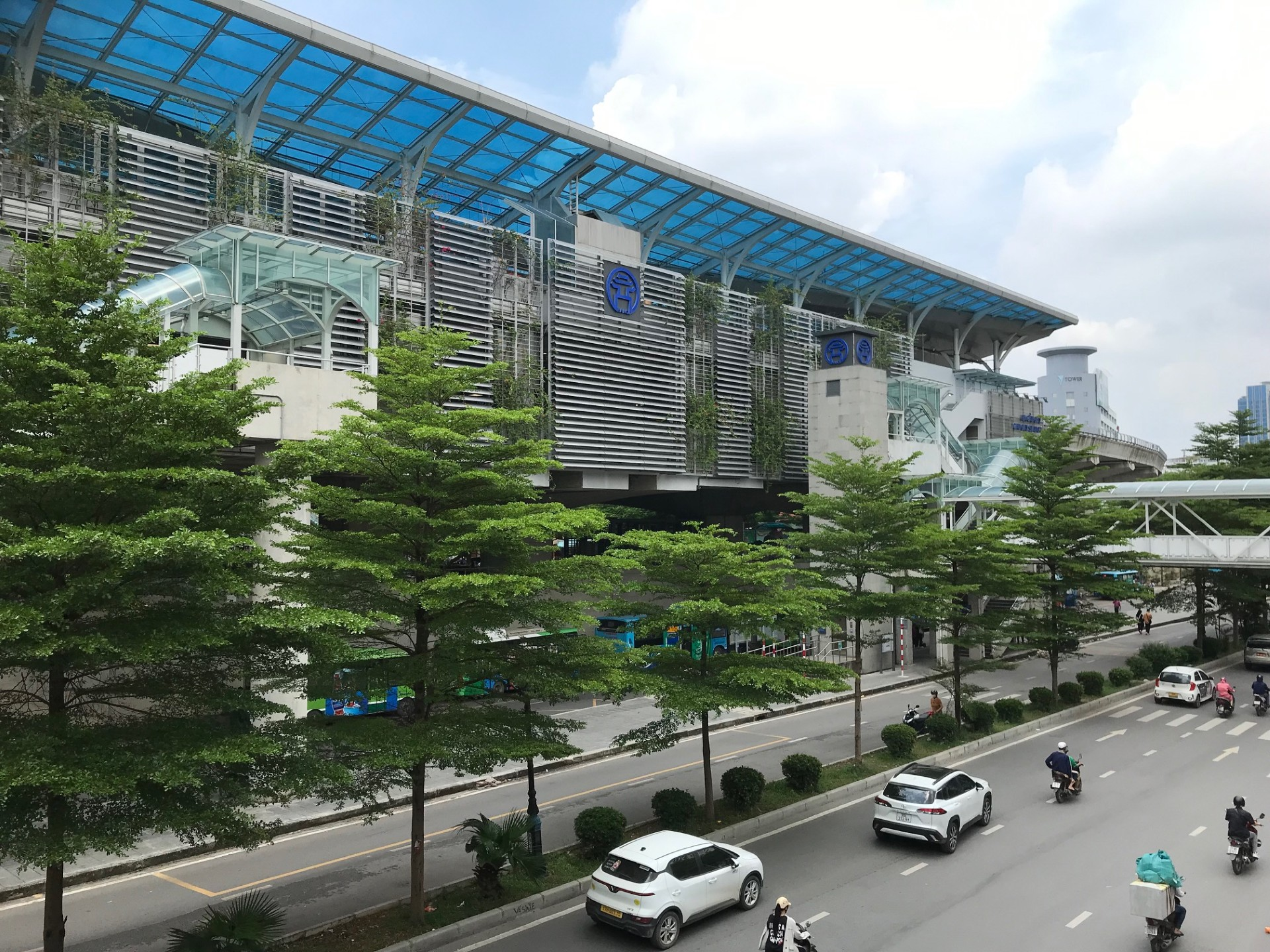
Ga Cầu Giấy nhìn từ mạn nam